# آستراخانوفکا (جلیل‌آباد)
آستراخانوفکا (به ترکی آذربایجانی: Astrakhanovka) یک منطقه مسکونی در جمهوری آذربایجان است که در شهرستان جلیل‌آباد واقع شده است.